# Dirk Janszoon Sweelinck
Dirk Janszoon Sweelinck (Amsterdam, gedoopt 26 mei 1591 - aldaar, 16 september 1652) was zoon van Jan Pieterszoon Sweelinck en werd zijn opvolger als organist van de Oude Kerk te Amsterdam. Hij was lid van de Muiderkring. 
Waarschijnlijk heeft hij de reien in het toneelstuk Gijsbrecht van Aemstel van Joost van den Vondel getoonzet.
Sweelinck-junior wordt wel beschouwd als de schepper van een anoniem overgeleverde variatiereeks voor klavier (orgel, klavecimbel) over het lutherse kerklied 'Wie schön leuchtet der Morgenstern'. De vierstemmige zetting van het gezang uit deze reeks is vrijwel identiek aan een vocale zetting - met zijn naam daarbij als auteur - die in de befaamde 17de-eeuwse muziekuitgave 'Livre Septième' is opgenomen.
Anthonie van Noordt was een van zijn leerlingen.
- Bibsys: 8060066
- Bibliothèque nationale de France: cb16430827j (data)
- Biografisch Portaal: 79241567
- CiNii: DA16294556
- Gemeinsame Normdatei: 1119929415
- International Standard Name Identifier: 0000 0004 3657 9261
- Library of Congress Control Number: no2014098104
- MusicBrainz: a9f96bd3-33b6-4fbe-a3c3-6cc76177cc74
- Nederlandse Thesaurus van Auteursnamen: 371325455
- Virtual International Authority File: 310521107
- WorldCat: E39PBJwHdD3rFJKYMGqvp67bVC